# Ilhas Vulcano
Ilhas Vulcano (火山列島, Kazan-retto), ou ilhas Volcano, é um grupo de três ilhas vulcânicas e alguns ilhéus, com uma área total de cerca de 30 km² situadas no Pacífico Ocidental, parte das ilhas Ogasawara do Japão.

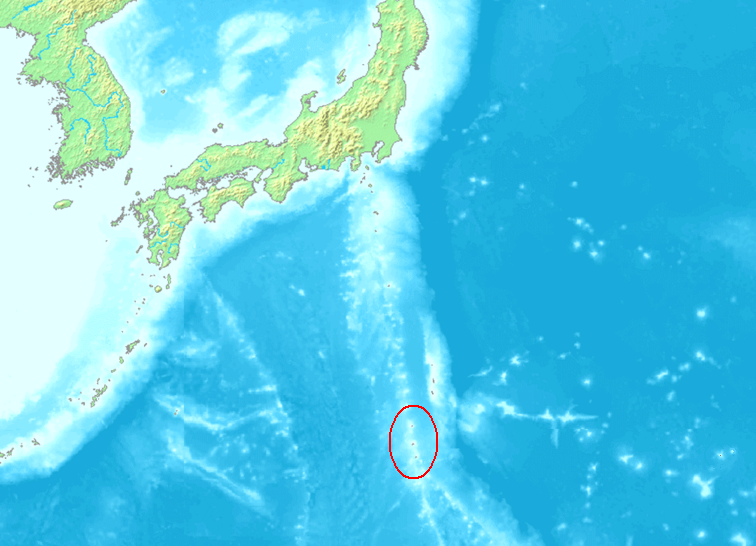
As ilhas a sul do Japão.

A ilha mais importante do grupo é Iwo Jima (agora oficialmente designada Iwo To), a qual alberga uma importante base aeronaval operada conjuntamente pelo Japão e pelos Estados Unidos da América. O ponto mais alto do grupo, com 970 m acima do nível médio do mar, situa-se na ilha de Minami-iwo-jima. A região tem forte actividade vulcânica (é um arco insular com subducção activa) pelo que são numerosos os vulcões submarinos nas suas proximidades, com extensos campos de fontes hidrotermais associados.

## Grupo de ilhas
São as seguintes as ilhas do Grupo Volcano:
- Kitaiōjima (kanji: 北硫黄島, Kitaiōjima, literalmente: ilha do Enxofre do Norte)
- Iwojima/Iōtō (kanji: 硫黄島, Iōjima, literalmente: ilha do Enxofre), tendo junto ao seu litoral norte o ilhéu de Showa Iwo Jima (kanji: 昭和硫黄島, Showaiōjima);
- Minamiiōjima, oficialmente Minami Iwo To (kanji: 南硫黄島, Minamiiōjima, literalmente: ilha do Enxofre do Sul)

O ilhéu de Nishinojima (27°16'27"N;140°52'56"E), ou ilha Rosário, o topo emerso de um grande estratovulcão submarino activo, é por vezes considerado parte do Grupo Vulcano, embora se encontre isolado algumas centenas de quilómetros a norte e mais próximo da ilha Haha-jima.
Até ser transformada numa base militar, no início da Segunda Guerra Mundial, a ilha de Iwo Jima era a única habitada, tendo então plantações de cana-de-açúcar e minas de enxofre. As ilhas foram povoadas em 1887, com trabalhadores japoneses e coreanos, e anexadas ao Japão em 1891.
As ilhas foram capturadas por forças dos Estados Unidos da América, na famosa batalha de Iwo Jima, que as administraram entre 1945 e 1968, ano em que foram devolvidas ao Japão na sequência do Tratado de São Francisco.